# Stupné
Stupné (hongrois : Osztopna) est un village de Slovaquie situé dans la région de Trenčín.

## Histoire
La première mention écrite du village date de 1416.

## Démographie

### Évolution de la population
| Année:               | 1994. | 2004.   | 2014.   | 2024.   |
| -------------------- | ----- | ------- | ------- | ------- |
| Nombre de personnes: | 696   | 689     | 718     | 687     |
| Différence:          |       | -1,00 % | +4,20 % | -4,31 % |

| Année:               | 2023. | 2024.   |
| -------------------- | ----- | ------- |
| Nombre de personnes: | 688   | 687     |
| Différence:          |       | -0,14 % |